# Burinídeos
Burinídeos (Burhinidae) é uma família de aves pertencente à ordem Charadriiformes. Porém, na taxonomia de Sibley-Ahlquist, ela é incluída na ordem Ciconiiformes. Trata-se de aves aquáticas habitantes de zonas tropicais ou áreas temperadas da Europa e Austrália. Elas são de médio a grande porte e possuem bicos amarelos ou pretos, grandes olhos amarelos e plumagem críptica. A maioria dessas aves preferem habitats áridos ou semi-áridos. Grande parte delas são noturnas. Se alimentam de insetos e outros invertebrados. As espécies de maior porte também comem lagartos e pequenos mamíferos. A maioria das espécies são sedentárias, com exceção de Burhinus oedicnemus, que migra para a África no inverno.
Esta família compreende 10 espécies.

## Lista de géneros
- Burhinus Illiger, 1811
- Esacus Lesson, 1831 (por vezes incorporado no anterior)

## Lista de espécies
- alcaravão-comum, Burhinus oedicnemus (Linnaeus, 1758)
- alcaravão-indiano, Burhinus indicus[3] (tradiconalmente incluído no seguinte)
- alcaravão-senegalês, Burhinus senegalensis (Swainson, 1837)
- alcaravão-d'água, Burhinus vermiculatus (Cabanis, 1868)
- alcaravão-do-cabo, Burhinus capensis (Lichtenstein, 1823)
- alcaravão-americano, Burhinus bistriatus (Wagler, 1829)
- alcaravão-peruano, Burhinus superciliaris (Tschudi, 1843)
- alcaravão-rabilongo, Burhinus grallarius (Latham, 1802)
- alcaravão-grande, Esacus recurvirostris (Cuvier, 1829)
- alcaravão-das-praias, Esacus magnirostris (Vieillot, 1818)

## Repartição geográfica

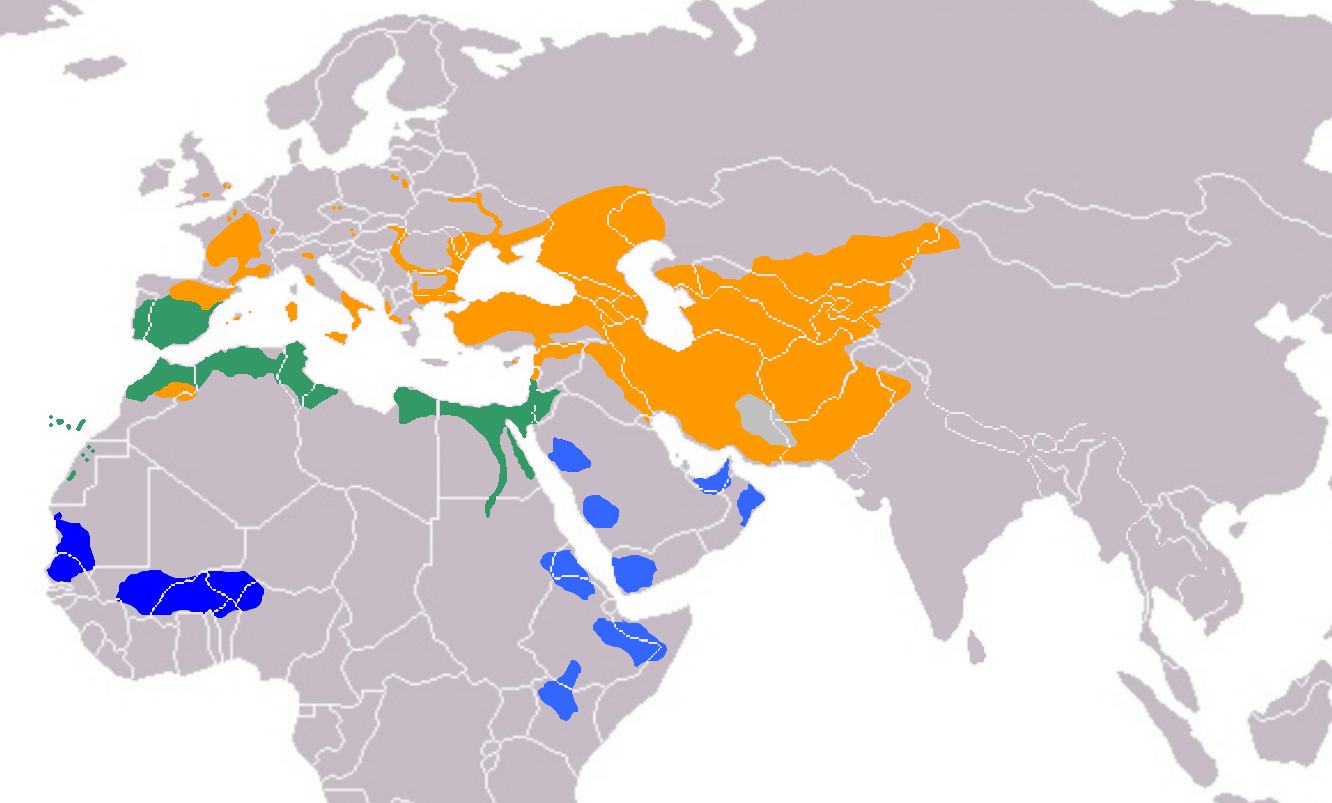
Burhinus oedicnemus
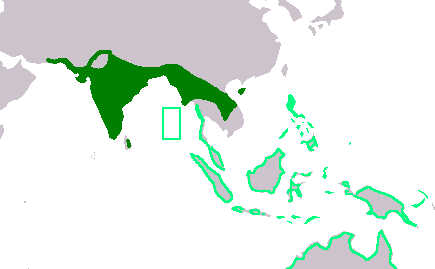
Esacus magnirostris
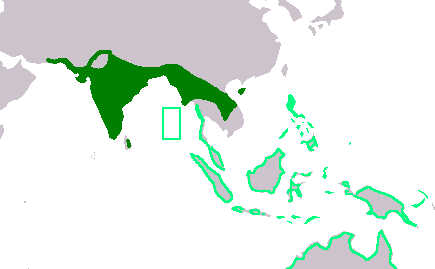
Esacus recurvirostris

- Commons
- Wikispecies